# Pacte Anti-Komintern
El Pacte Antikomintern o Tractat Antikomintern va ser signat el 25 de novembre de 1936 entre l'Imperi del Japó i l'Alemanya nazi. Segons els termes d'aquest acord, ambdues nacions es comprometien a prendre mesures per salvaguardar-se de l'amenaça de la III Internacional o Komintern, liderada per la Unió Soviètica.
Un mes després que es formalitzés l'Eix Roma-Berlín (octubre de 1936), l'Imperi del Japó signa amb l'Alemanya nazi el 'Pacte Antikomintern ', on els dos països s'alien contra la Unió de Repúbliques Socialistes Soviètiques (URSS) i es reconeix Manxukuo, l'estat titella originat durant l'ocupació japonesa de la regió xinesa de Manxúria. Un any després s'incorpora a aquest pacte Itàlia, i després els governs d'Espanya i Hongria. D'aquesta forma els grans blocs basats en doctrines feixistes a Europa i un dels països més importants d'Àsia, el Japó imperial, es brinden suport mutu contra de la influència de les doctrines de l'internacionalisme comunista promogut internacionalment pel govern de la Unió Soviètica.
El Pacte Antikomintern va ser un intent de Hitler d'aïllar l'URSS, que no comptava amb aliats a Europa, sense que impliqués necessàriament ajuda militar.
El 1941, quan es va iniciar la invasió de la Unió Soviètica, els països membres del Pacte eren:
- Alemanya (1936)
- Imperi del Japó (1936)
- Regne d'Itàlia (1937[1])
- Regne de Bulgària
- Estat Independent de Croàcia
- Regne de Dinamarca
- Espanya (1939[2])
- República de Finlàndia
- Regne d'Hongria
- Manxukuo
- Regne de Romania
- República Eslovaca
- República de la Xina (govern de Wang Jingwei)